# 橫山 (南投縣)

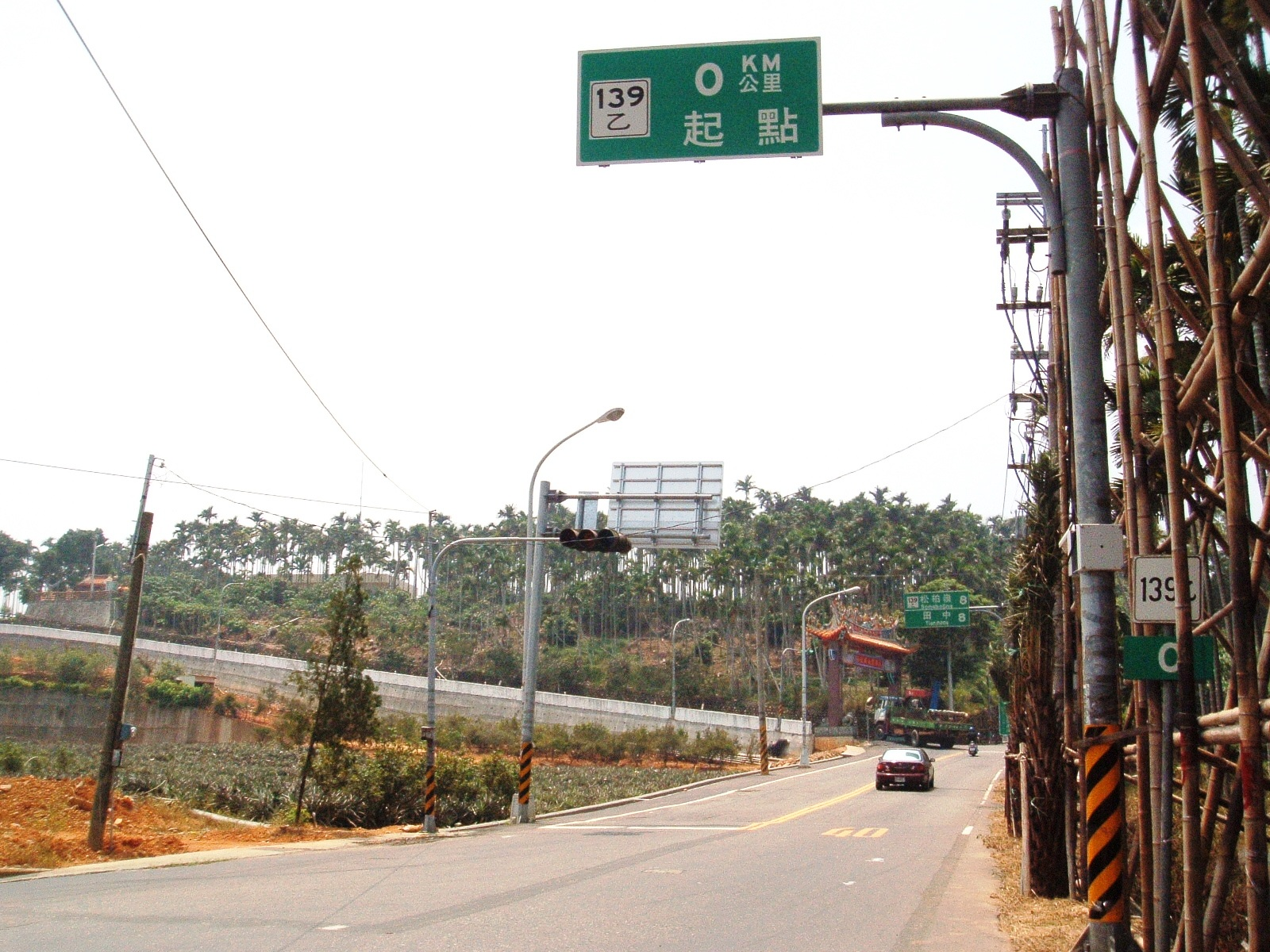
縣道139乙線起點，前方即位於橫山北側的河階崖。

橫山，台灣小百岳第48號，位於南投縣南投市與名間鄉交界處，近彰化縣社頭鄉界境，海拔443公尺，有1114號二等三角點及246號三等三角點基石各一顆，是八卦山山脈的最高峰。
橫山位在八卦臺地中央偏南的位置，並無明顯的山峰，為一塊河階面，是濁水溪舊河道流經沖刷而成的「橫山面」。在橫山之南呈落差一百餘公尺高的斷崖，呈東西走向，是濁水溪改道形成一條河階崖，有縣道139乙線行經；橫山之北與施厝坪大約呈20公尺落差的河階崖，此有一處聚落，與橫山同名，為南投市永興里，且有縣道139線行經。

## 橫山斷崖
橫山南側的斷崖，起初是源自地質學家富田芳郎發現，於1932年發表《八卦丘陵南部の地形》一文，實地勘察丘陵南部發現有若干的斷層露頭，大致都呈東西走向，橫切臺地，由於該處並未發現河道跡象，富田芳郎認為橫山南側的斷崖是一條斷層崖。
橫山南側的斷崖是南投、名間兩行政區之分界，最大落差介120～140公尺間，高度向東漸降，至海拔約175公尺，被縣道150線截斷，自此便呈東傾的緩坡面，這條斷崖也是研究八卦臺地重要的分界，因此被劃分為斷崖南方地域稱為「臺地南部」或「臺地南段」，此域為名間鄉境內的河階。
橫山南、北兩側的斷崖並無文獻命名，依地質構造分析得知，上部是已遭到紅土化的赭土層，中央地質調查所於2004年勘查結果，則將臺地紅土層命名八卦山層；下部則是屬於頭嵙山層火炎山相。綜合上述地質構造，可知橫山面便是屬於八卦山層。

## 自然環境
橫山西側與南望名間鄉西側皆是陡坡峭壁，平均坡度達16度，相當於坡率介於27%～28%，這一帶的陡坡峭壁是不適宜開發，受人為干擾甚少，故保有天然原生林相生長，從草尾嶺西麓開始，呈帶狀分布，經橫山西麓，延伸至埔中河階南側斷崖，因此這一帶區域是整個臺地最集中的原始林相。其中橫山面西坡有縣道139乙線行經，可見公路兩旁有高聳的樟樹、相思樹，形成的天然林蔭大道。

## 步道
共有四條：
- 長青自行車道線，全長約2.6公里，起點為長青自行車道，可行走至觀日線。
- 觀日步道線，全長約1.3公里，可行經八卦山最高峰橫山。
- 賞鷹平台線，從139乙縣道入口進去大約1、2公里便可抵達賞鷹平台，亦可從天空之橋、猴探井遊憩區走去。
- 山湖步道線，全長約1.8公里，彰化端步道口位於社頭鄉山湖村，南投端步道口則在橫山附近。

## 釋
1. ↑  八卦山山脈此名在臺灣地理學術界多數學者並無公認採用山脈，採用八卦丘陵、八卦臺地稱之。其它領域學術界則有各自用法：八卦山臺地、八卦山脈、八卦山等名稱，請參見名稱更迭。
2. ↑  獨步山林間非官方網站，故僅供參考，若需要準確性資料，向內政部國土測繪中心公文申請即可。
3. ↑  見注1。
4. ↑  富田芳郎認為是「斷層崖」。
5. ↑  陳華玟等人命名「八卦山層」，自頭嵙山層劃分出來。
6. ↑  原文寫道「臺地西南側次之，平均坡度16度。」
7. ↑  草尾嶺是座山名，位在南投市鳳鳴里西南隅，本文所指河階崖位在草尾嶺南麓，為縣道139線36公里處。